# Rhopalizodes callichromoides
Rhopalizodes callichromoides är en skalbaggsart som först beskrevs av Francis Polkinghorne Pascoe 1864.  Rhopalizodes callichromoides ingår i släktet Rhopalizodes och familjen långhorningar. Inga underarter finns listade i Catalogue of Life.